# Клейнер, Рафаэль Александрович
Рафаэ́ль Алекса́ндрович Кле́йнер (1 июня 1939, Рубежное, Ворошиловградская область, УССР — 22 марта 2024, Москва) — советский и российский артист-чтец, театральный режиссёр, преподаватель сценической речи, профессор. Заслуженный артист РСФСР (1989). Народный артист Российской Федерации (1995).

## Биография
Родился в семье Александра Петровича Клейнера и Нехамы Ильевны (Нины Ильиничны) Клейнер. В начале войны был с матерью и братом эвакуирован в Новосибирск. Окончил Новосибирское театральное училище.
Работал в Новосибирской областной филармонии, с 1967 по 1970 год — актёр Московского театра драмы и комедии на Таганке.
Член художественного совета Литературно-чтецкого объединения Московской государственной академической филармонии, член коллегии Московской филармонии, член правления Центрального Дома работников искусств.
В 1980—1982 годах был председателем правления Московского клуба чтеца. С 1999 года являлся неизменным руководителем школы-студии «Слово Пушкина» при Государственном литературном музее А. С. Пушкина.
Профессор кафедры устной и сценической речи Московского государственного университета культуры и искусства (МГУКИ) и Института гуманитарного образования (ИГУМО). В 2000 стал первым чтецом — лауреатом Премии Москвы в области литературы и искусства. Около 20 лет автором и режиссёром программ Рафаэля Клейнера был поэт Давид Самойлов.
С 1968 года работал артистом-чтецом, режиссёром и сценаристом Московской филармонии.
Скончался 22 марта 2024 года на 85-м году жизни в окружении близких. Прощание прошло 26 марта в Камерном зале Филармонии. Похоронен на Малаховском Еврейском кладбище, недалеко от матери.

## Семья
- Брат — Илья Александрович Клейнер (1938—2018), художник[5], с начала 1990-х годов жил в Потсдаме[6].
- Жена — Марина Исаковна Клейнер
- Сыновья — Александр Рафаэлевич Клейнер, Владимир Рафаэлевич Клейнер

## Награды и премии
- Лауреат конкурсов артистов-чтецов (1975, 1980).
- Заслуженный артист РСФСР (1989).
- Народный артист Российской Федерации (1995)[7].
- Лауреат международного фестиваля «Сократ и мировая культура» (2002).
- Лауреат четвёртого Международного фестиваля моноспектаклей «Монокль» (2003).
- Орден Дружбы (2010)[8].
- Почётная грамота Президента Российской Федерации (2019)[9].